# Rickettsiales
Rickettsiales é uma ordem de bactérias gram-negativas do filo Alphaproteobacteria.

## Famílias
- Anaplasmataceae Philip 1957
- Holosporaceae Görtz & Schmidt 2006
- Rickettsiaceae Pinkerton 1936